# گلدشمیت ۱۶۱۴
سیارک ۱۶۱۴ (به انگلیسی: 1614 Goldschmidt، نامگذاری:1952HA) هزار و ششصد و چهاردهمین سیارک کشف شده‌است که در ۱۸ آوریل ۱۹۵۲ کشف شد.
قدر مطلق سیارک برابر ۱۰٫۷۰ است.